# Like Water for Chocolate
Like Water for Chocolate är det fjärde studioalbumet av hiphopartisten Common. Det publicerades 20 mars 2000 av MCA Records.
Albumet producerades av Ahmir "?uestlove" Thompson och J Dilla, bortsett från ett spår, "The Sixth Sense", som producerades av DJ Premier.
Den utsågs till årets näst bästa utländska skiva 2000 av Nöjesguiden.

## Låtlista
1. "Time Travelin' (A Tribute to Fela)" (med Vinia Mojica, Roy Hargrove & Femi Kuti) — 6:37
2. "Heat" — 3:41
3. "Cold Blooded" (med Rahzel, Roy Hargrove & Black Thought) — 4:58
4. "Dooinit" — 3:37
5. "The Light" — 4:21
6. "Funky for You" (med Bilal & Jill Scott) — 5:55
7. "The Questions" (med Mos Def) — 4:09
8. "Time Travelin' (Reprise)" — 1:33
9. "The 6th Sense" (med Bilal) — 5:19
10. "A Film Called (Pimp)" (med Bilal & MC Lyte) — 6:05
11. "Nag Champa (Afrodisiac for the World)" — 5:10
12. "Thelonius" (med Slum Village) — 4:41
13. "Payback Is a Grandmother" — 4:30
14. "Ghetto Heaven, Pt. 2" (med D'Angelo) — 5:18
15. "A Song for Assata" (med Cee Lo Green) — 6:48
16. "Pop's Rap III...All My Children" (med Lonnie Pops Lynn) — 5:09